# 環境要因
環境要因（かんきょうよういん）
- 生物の個体、あるいは群れの成育に影響を与えるような外部の要因。気候や他の生物など。
  - エクスポソーム（英語版） - 個人が生涯を通して受ける様々な環境要因の総称。
- 企業が経営されるにおいて、影響を与えるような経済情勢やステークホルダーなどの要因。